# Maskstockarna (Åre socken, Jämtland, 705576-134073)
Maskstockarna är en sjö i Åre kommun i Jämtland och ingår i Indalsälvens huvudavrinningsområde.